# Valès (joueur de rugby à XV)
Pour les articles homonymes, voir Valès.
 (août 2025).
Motif : Article squelettique (même pas de prénom) avec aucune source de qualité centrée.
- Archive Wikiwix
- Bing
- Cairn
- DuckDuckGo
- E. Universalis
- Gallica
- Google
- G. Books
- G. News
- G. Scholar
- Persée
- Qwant
- (zh) Baidu
- (ru) Yandex
- (wd) trouver des œuvres sur Wikidata

| 1. | Préciser le motif de la pose du bandeau. | Précisez le motif de la pose du bandeau en utilisant la syntaxe suivante : {{admissibilité à vérifier\|date=août 2025\|motif=remplacez ce texte par le motif}}                                    |
| 2. | Informer les utilisateurs concernés.     | Pensez à avertir le créateur de l'article, par exemple, en insérant le code ci-dessous sur sa page de discussion : {{subst:avertissement admissibilité à vérifier\|Valès (joueur de rugby à XV)}} |

Valès, né en 1899, classe militaire 1919, est un joueur français de rugby à XV du Stade toulousain, durant le premier conflit mondial, ayant joué au poste de deuxième ligne.

## Palmarès

### Stade toulousain
- Coupe de l'Espérance en 1916;
  - Finaliste de la Coupe de l'Espérance en 1917[1];
- Coupe de l'Avenir en 1917 (à Paris, face à une Sélection parisienne).

### Olympique toulousain
- Champion des Pyrénées de deuxième série en 1918 (comme avant)[2].

## Divers
- Sélectionné en équipe Sud, en mars 1917[3].